# ТЕС Понтнув
ТЕС Понтнув – вугільна теплова електростанція у центральній частині Польщі.

## Понтнув І та II

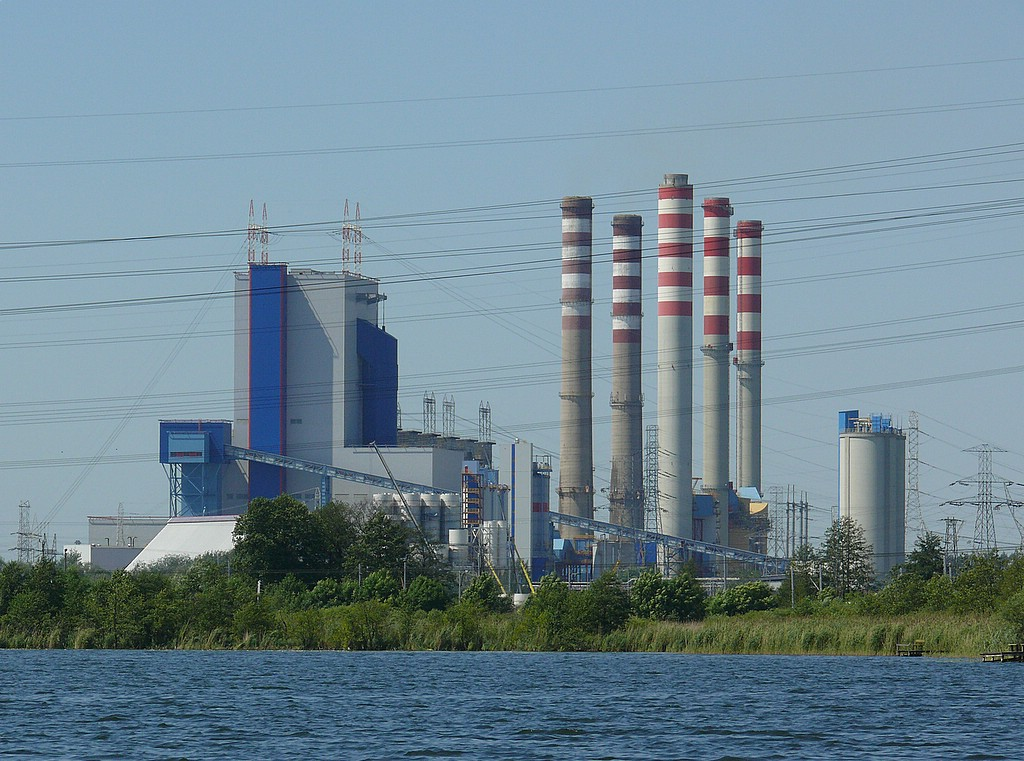
На передньому плані суперкритичний блок та його димар. За останнім видно дві пари димарв з комплекту блоків першої черги

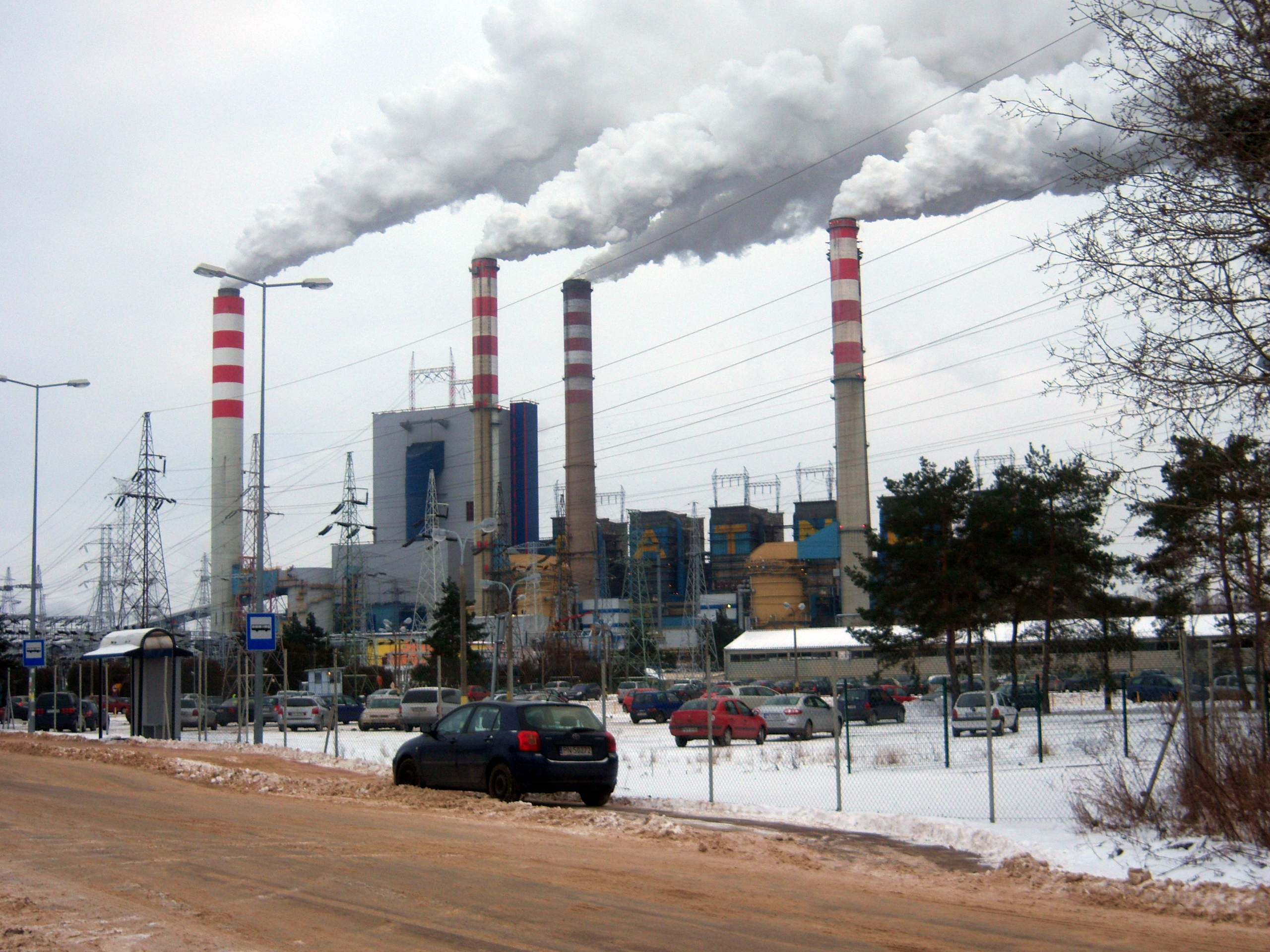
Станція у 2013-році. Один з чотирьох димарів блоків першої черги (висотою 150 метрів) вже знесений на початку 2010-х

У 1960-х роках вирішили використати для виробництва електроенергії запаси бурого вугілля, виявлені у межиріччі Вісли та Варти приблизно посередині між Лодзю та Познаню. Вони залягали поряд з поверхнею та дозволяли вести видобуток відкритим способом, при цьому кілька теплових станцій комплексу Понтнув – Конін – Адамув звели безпосередньо в районі кар’єрів.
В 1967 – 1969 роках на майданчику ТЕС Понтнув ввели в експлуатацію шість енергоблоків потужністю по 200 МВт. Дві із турбін (для блоків 2 та 3) типу ПВК-200-130 виготовили у Ленінграді на ЛМЗ, а ще чотири на польському підприємстві Zamech із Ельблонгу як місцеву локалізацію ТК-200. Котли OP-650B постачила компанія Rafako (Рацибуж), тоді як із генераторів два (для блоків 1 та 2) також надійшли з СРСР від Електросили, а інші виготовило вроцлавське підприємство Dolmel. Енергоблоки мали паливну ефективність у 32,9%. 
У 1973-му та 1974-му запустили ще одну чергу (відому як Понтнув ІІ) із двох енергоблоків такої ж потужності, проте призначених для роботи на мазуті. Через високу вартість палива вони тривалий час перебували у резерві, а у 2000-му були демобілізовані.
У 2015-му провели модернізацію блоків 1 та 2, при цьому їх потужність збільшилась до 222 МВт, а паливна ефективність зросла до 37,5%. Хоча, як наслідок, загальна потужність першої черги станції зросла до 1244 МВт, проте пропускної здатності установки десульфуризації відпрацьованих газів було достатньо лише для одночасної роботи чотирьох із шести енергоблоків.
На середину 2020-го запланований вивід з експлуатації блоків 3, 4 та 6, тоді як енергоблок №5 (на якому в 2012-му провели екологічну модернізацію) залишиться у резерві. Що стосується блоків 1 та 2, то при поданні заявки на новий кар’єр Ościsłowo строк їх служби визначили як 2030 рік.
Окрім виробництва електроенергії станція може постачати незначний – 18 МВт – обсяг теплової енергії.
Для видалення продуктів згоряння поряд з комплексом блоків 1 – 6 звели два димарі висотою по 150 метрів та два висотою по 149 метрів. Також на майданчику існував димар висотою 200 метрів, проте він був знесений у 2001 році.
Зола транспортується за 2,5 км до місця складування у озері Turkusowe (колишній кар’єр), при цьому перші 1,5 км траси становить міст над озером Гославське (на північному березі якого знаходиться майданчик станції).

## Блок №9
У 2008-му спорудили новий енергоблок №9 потужністю 474 МВт, знову розрахований на використання бурого вугілля. Його котел, котрий працює у суперкритичному паровому циклі, постачили з Rafako. Останній на той час вже увійшов до французького концерну Alstom, котрий виступив виробником турбіні та генератора. Паливна ефективність об’єкту становить 44%. 
Для видалення продуктів згоряння звели димар висотою 150 метрів.
Видача продукції здійснюється по ЛЕП, розрахованій на роботу під напругою 400 кВ.

## Система охолодження
Особливість станції є її система охолодження, котра дозволила уникнути спорудження системи градірень. Натомість вона спирається на використання групи природних озер, до та від яких прокладені кілька каналів протяжністю майже три десятки кілометрів. Складна схема руху води дозволяє залучати до охолодження до 5 озер.